# Ximena Restrepo
Ximena Restrepo Gaviria (Medellín, 10 marzo 1969) è un'ex velocista colombiana specializzata nei 400 metri piani, vincitrice di una medaglia di bronzo ai Giochi olimpici di Barcellona 1992, diventando la prima atleta colombiana a vincere una medaglia olimpica nell'atletica leggera.

## Biografia
Nella sua carriera ha preso parte a quattro edizioni consecutive dei Giochi olimpici dal 1988 al 2000. Ha, inoltre, vinto due medaglie d'argento ai Giochi panamericani del 1991, oltre a numerose medaglie in manifestazioni regionali. Ha acquisito la cittadinanza cilena in seguito al matrimonio con il pesista Gert Weil, da cui ha avuto una figlia, Martina, anch'essa atleta.
Nel settembre 2019 è stata eletta vicepresidente dell'International Association of Athletics Federations (IAAF), diventando la prima donna a ricoprire tale carica.

## Palmarès
| Anno | Manifestazione                   | Sede              | Evento      | Risultato  | Prestazione | Note |
| ---- | -------------------------------- | ----------------- | ----------- | ---------- | ----------- | ---- |
| 1985 | Giochi bolivariani               | Cuenca            | 200 m piani | Oro        | 24"93       |      |
| 1986 | Campionati panamericani juniores | Winter Park       | 100 m piani | 4ª         | 11"98       |      |
| 1986 | Campionati panamericani juniores | Winter Park       | 200 m piani | Bronzo     | 24"54       |      |
| 1986 | Mondiali juniores                | Atene             | 100 m piani | Semifinale | 12"09       |      |
| 1986 | Mondiali juniores                | Atene             | 200 m piani | Semifinale | 24"42       |      |
| 1986 | Campionati sudamericani juniores | Quito             | 100 m piani | Argento    | 12"10       |      |
| 1986 | Campionati sudamericani juniores | Quito             | 200 m piani | Oro        | 24"08       |      |
| 1986 | Campionati ibero-americani       | L'Avana           | 200 m piani | Oro        | 24"08       |      |
| 1987 | Campionati sudamericani          | San Paolo         | 100 m piani | Argento    | 11"77       |      |
| 1987 | Campionati sudamericani          | San Paolo         | 200 m piani | Oro        | 23"49       |      |
| 1987 | Campionati sudamericani juniores | Santiago          | 100 m piani | Oro        | 11"69       |      |
| 1987 | Campionati sudamericani juniores | Santiago          | 200 m piani | Oro        | 23"72       |      |
| 1988 | Campionati sudamericani juniores | Cubatão           | 200 m piani | Oro        | 24"38       |      |
| 1988 | Campionati ibero-americani       | Città del Messico | 200 m piani | 4ª         | 23"46       |      |
| 1988 | Mondiali juniores                | Greater Sudbury   | 100 m piani | Semifinale | 11"83       |      |
| 1988 | Mondiali juniores                | Greater Sudbury   | 200 m piani | Semifinale | 23"90       |      |
| 1988 | Mondiali juniores                | Greater Sudbury   | 400 m piani | Semifinale | 53"48       |      |
| 1988 | Giochi olimpici                  | Seul              | 200 m piani | Batteria   | 24"00       |      |
| 1988 | Giochi olimpici                  | Seul              | 4×100 m     | Semifinale | dns         |      |
| 1988 | Giochi olimpici                  | Seul              | 4×400 m     | Batteria   | dq          |      |
| 1989 | Campionati sudamericani          | Medellín          | 100 m piani | Argento    | 11"4        |      |
| 1991 | Campionati sudamericani          | Manaus            | 200 m piani | Oro        | 23"21       |      |
| 1991 | Giochi panamericani              | L'Avana           | 200 m piani | Argento    | 23"16       |      |
| 1991 | Giochi panamericani              | L'Avana           | 400 m piani | Argento    | 50"14       |      |
| 1991 | Giochi panamericani              | L'Avana           | 4×400 m     | 4ª         | 3'31"39     |      |
| 1991 | Mondiali                         | Tokyo             | 400 m piani | 6ª         | 50"79       |      |
| 1992 | Campionati ibero-americani       | Siviglia          | 400 m piani | Oro        | 51"66       |      |
| 1992 | Campionati ibero-americani       | Siviglia          | 4×100 m     | Bronzo     | 45"54       |      |
| 1992 | Giochi olimpici                  | Barcellona        | 400 m piani | Bronzo     | 49"64       |      |
| 1993 | Giochi CAC                       | Ponce             | 200 m piani | Bronzo     | 23"88       |      |
| 1993 | Mondiali                         | Stoccarda         | 400 m piani | 5ª         | 50"91       |      |
| 1994 | Campionati ibero-americani       | Mar del Plata     | 200 m piani | Oro        | 23"07       |      |
| 1994 | Campionati ibero-americani       | Mar del Plata     | 400 m piani | Oro        | 52"69       |      |
| 1994 | Campionati ibero-americani       | Mar del Plata     | 4×100 m     | Oro        | 44"87       |      |
| 1994 | Campionati ibero-americani       | Mar del Plata     | 4×400 m     | Oro        | 3'35"35     |      |
| 1994 | Giochi sudamericani              | Valencia          | 400 m piani | Oro        | 51"31       |      |
| 1995 | Giochi panamericani              | Mar del Plata     | 400 m piani | Batteria   | 52"65       |      |
| 1995 | Campionati sudamericani          | Manaus            | 400 m piani | Oro        | 51"93       |      |
| 1995 | Mondiali                         | Göteborg          | 400 m piani | Semifinale | 51"82       |      |
| 1996 | Campionati ibero-americani       | Medellín          | 400 m piani | Argento    | 50"87       |      |
| 1996 | Campionati ibero-americani       | Medellín          | 4×400 m     | Oro        | 3'33"69     |      |
| 1996 | Giochi olimpici                  | Atlanta           | 400 m piani | Batteria   | dnf         |      |
| 1998 | Campionati ibero-americani       | Lisbona           | 4×100 m     | dnf        | dnf         |      |
| 1998 | Campionati ibero-americani       | Lisbona           | 4×400 m     | Argento    | 3'33"69     |      |
| 2000 | Giochi olimpici                  | Sydney            | 4×100 m     | Semifinale | 44"37       |      |

## Altre competizioni internazionali
1992
- Bronzo in Coppa del mondo ( L'Avana), 4×400 m - 3'29"73